# Apple Music
Apple Music es el servicio de música en streaming de Apple. Fue presentado el lunes 8 de junio de 2015 en la 26ª conferencia de desarrolladores de Apple, la WWDC. Actualmente[¿cuándo?] tiene más de 100 millones de canciones. El 26 de abril de 2016 durante la presentación de ganancias del Q2 de Apple Tim Cook, el CEO de la compañia, mencionó que Apple Music ya cuenta con más de 50 millones de suscriptores pagos.
Apple Music también fue lanzado para Android en noviembre de 2015, permitiendo a los usuarios de Google crearse un ID de Apple y suscribirse a su servicio de música en streaming.

## Historia
Apple Music nació con la adquisición por parte de Apple de Beats Electronics. Luego de unos meses de especulaciones se comenzó a hablar en Internet y los medios de comunicación que Apple podría estar desarrollando un servicio de música en streaming basado en el servicio de música en streaming de Beats By Dre, llamado Beats Music, el cual solo estaba disponible en los Estados Unidos y apenas tenía unos cientos de miles de suscriptores. El servicio costaba $9.99 USD por mes, con una semana de prueba gratis. También tenía un plan con la compañía AT&T para familias, el cual costaba $14.99 USD al mes y podrían hacerse hasta 5 cuentas de Beats Music.
El lunes 8 de junio de 2015 Apple presentó en el Moscone West en San Francisco su nuevo servicio de música en Streaming, Apple Music, con dos planes, uno de $4.99 USD al mes para una persona o $7.99 USD para 6 personas (un plan familiar), estos planes vienen con 3 meses de prueba gratis, superior al de muchos competidores como Spotify.

### Anuncio y lanzamiento
El anuncio ocurrió luego del clásico comentario "una cosa más ..." de la conferencia de Apple. El artista de hip hop Drake apareció en el escenario en el evento de anuncio para explicar cómo utilizó la plataforma Connect, y Apple posteriormente enfatizó cómo "los artistas independientes también pueden compartir su música en Connect", en contraste con iTunes Store, donde a artistas pequeños e independientes les resultaba difícil participar.

Disponibilidad de países para Apple Music

Se lanzó el 30 de junio de 2015 en 100 países. Los nuevos usuarios reciben una suscripción de prueba gratuita de tres meses, que cambia a una tarifa mensual después de tres meses. Un plan familiar permite que seis usuarios compartan una suscripción a un precio reducido. Originalmente, Apple buscó ingresar al mercado a un precio más bajo para el servicio, pero la industria de la música rechazó el plan. El servicio debutó como una aplicación de música actualizada en la actualización iOS 8.4. El soporte para Apple TV y dispositivos Android fue planeado para un lanzamiento de "otoño" en 2015. Una canción inédita de Pharrell Williams, titulada "Freedom", se utilizó como material promocional y se anunció como un lanzamiento exclusivo en el lanzamiento del servicio. El anuncio "History of Sound" para el lanzamiento del servicio Apple Music fue sonado por la canción There Is No Light de Wildbirds & Peacedrums, de su álbum de 2009 The Snake. Tras su lanzamiento, las suscripciones y listas de reproducción de Beats Music se migraron a Apple Music, y el servicio se suspendió.
En mayo de 2016, se anunció una membresía estudiantil, que rebajó el precio regular de una suscripción en un 50%. El plan de estudiantes inicialmente solo estaba disponible para estudiantes elegibles en los Estados Unidos, el Reino Unido, Alemania, Dinamarca, Irlanda, Australia y Nueva Zelanda, pero se amplió a otros 25 países en noviembre de 2016. En febrero de 2016, Music Business Worldwide informó que, con Apple Music lanzada en Turquía y Taiwán la semana anterior, el servicio estaba disponible en 113 países. La publicación también escribió que esos países representaban 59 regiones que el servicio de competencia de Spotify no.
En agosto de 2016, Apple Music se lanzó en Israel y Corea del Sur.
El 21 de abril de 2020, Apple anunció que Apple Music se expandiría a 52 países adicionales en todo el mundo, lo que elevaría el total a 167 en todo el mundo.

### Crecimiento de usuarios
En enero de 2016 Fortune informó que seis meses después del lanzamiento, Apple Music había alcanzado los 10 millones de suscriptores de pago, después de haber pasado seis meses llegando a la misma base de clientes que tomó seis años el servicio de transmisión de música de la competencia Spotify. Esta base de clientes aumentó a 11 millones de suscriptores en febrero, 13 millones en abril, 15 millones en junio, 17 millones en septiembre, 20 millones en diciembre, 27 millones en junio de 2017, 36 millones en febrero de 2018, 38 millones en marzo de 2018 (solo cinco semanas después del hito anterior), 40 millones en abril de 2018, 50 millones en mayo de 2018, 56 millones en diciembre de 2018 y 60 millones en junio de 2019.
Para julio de 2018, Apple Music había superado a Spotify en términos de usuarios de pago en los Estados Unidos.

## Apple Music Festival
Tras el lanzamiento de Apple Music Apple anunció que cambiaría el nombre de su festival de iTunes Festival a Apple Music Festival para darle crédito a su nuevo servicio de Streaming.
En este festival han pasado artistas de todo tipo, desde Lady Gaga hasta Ellie Goulding en el evento más reciente de 2015.

## Servicios
En este nuevo servicio en Streaming Apple ha introducido 3 servicios, Descubre, Radio y Connect, con el fin de lograr una mayor cantidad de usuarios registrados y poder tomar el control de los servicios en Streaming de música, superando a sus competidores como Spotify.

### Descubre
Esta sección del servicio permite acceder a millones de canciones en la nube desde la aplicación de Música, combina las canciones guardadas en el dispositivo, las de iTunes Match y las de Apple Music en una sola galería, permitiendo un acceso instantáneo a todo el contenido en un solo lugar para los suscriptores de Apple Music.

### Radio
Esta sección es el antiguo iTunes Radio completamente rediseñado, con un mayor número de canales y también con un nuevo canal llamado Beats 1, manejado las 24 horas del día, los 7 días de la semana, en más de 100 países para todos (no es necesario estar suscrito a Apple Music para escucharlo). Beats 1 es principalmente una estación de radio donde los DJs Zane Lowe, Ebro Darden, Julie Adenuga y su equipo reproducen canciones a cualquier hora del día.
Dentro del servicio de Radio ya se han agregado nuevas estaciones, algunas destacadas de ellas son: The Pharmacy with Dr. Dre, una nueva estación dirigida por el cofundador de Beats Electronics, Dr. Dre; también se incluyen otras estaciones como REQUEST, donde los radiooyentes pueden llamar a la estación y solicitar una canción, St. Vicent Delivery Service, entre otras, algunas son manejadas por artistas, es el caso de Dr. Dre, entre otros.

### Connect
Connect es como un tipo de red social, como Facebook o Twitter que da acceso a los suscriptores de Apple Music a una gama de contenidos vip de las principales estrellas de la música, da acceso a fotos y vídeos detrás de escena y el poder comentar en las publicaciones de los artistas, y que ellos puedan responder a esos comentarios. Connect solo está disponible para los subscriptores de Apple Music. En caso de no ser un suscriptor el usuario solo podrá ver publicaciones pero no interactuar con ellas.

## Exclusividad
En Apple Music se encuentran varios álbumes y canciones, además de vídeos exclusivos para este servicio de Streaming de Apple, algunos de ellos son el nuevo sencillo de Pharrell Williams, "Freedom", o el sencillo del rapero Eminem, "Phenomenal", también el nuevo álbum de la artista Taylor Swift, "1989" también está exclusivo en Apple Music, pero no por petición de Apple, como en el caso de Pharrel Williams y Eminem, sino porque la artista lo retiró antes del lanzamiento de Apple Music y después quiso volver a ponerlo, luego de que Apple respondiera a su carta abierta sobre que no pagaría a los artistas durante los primeros 3 meses de prueba del servicio, al final Apple accedió a pagar y la artista volvió a colocar el álbum en el servicio.